# Географія Кайманових Островів
Кайманові Острови — північноамериканська країна, що належить до Карибського регіону і займає однойменний архіпелаг на південь від Куби . Загальна площа країни — 264 км² (211-те місце у світі), з яких на суходіл припадає 264 км², а на поверхню внутрішніх вод — 0 км². Площа країни у 3 рази менша за площу території міста Києва. 

## Назва
Офіційна назва — Кайманові Острови, Острови Кайман, Каймани (англ. Cayman Islands). Назва країни походить Христофор Колумб відкрив острови 1503 року після того, як збився з курсу на шляху з Панами до Гаїті. Він назвав острови Лас-Тортугас (ісп. tortuga — черепаха) через велику кількість черепах на острові. Близько 1540 року острови отримали назву Кайманас, від карибської назви морських алігаторів, за яких прийняли великих ящірок ігуан, що сягають 1,8 м довжини разом з хвостом.

## Географічне положення
Кайманові Острови — північноамериканська острівна країна, що не має сухопутного державного кордону. Кайманові Острови з усіх сторін омиваються водами Карибського моря. Загальна довжина морського узбережжя 160 км. На північ від островів лежить Куба, на схід — Ямайка.

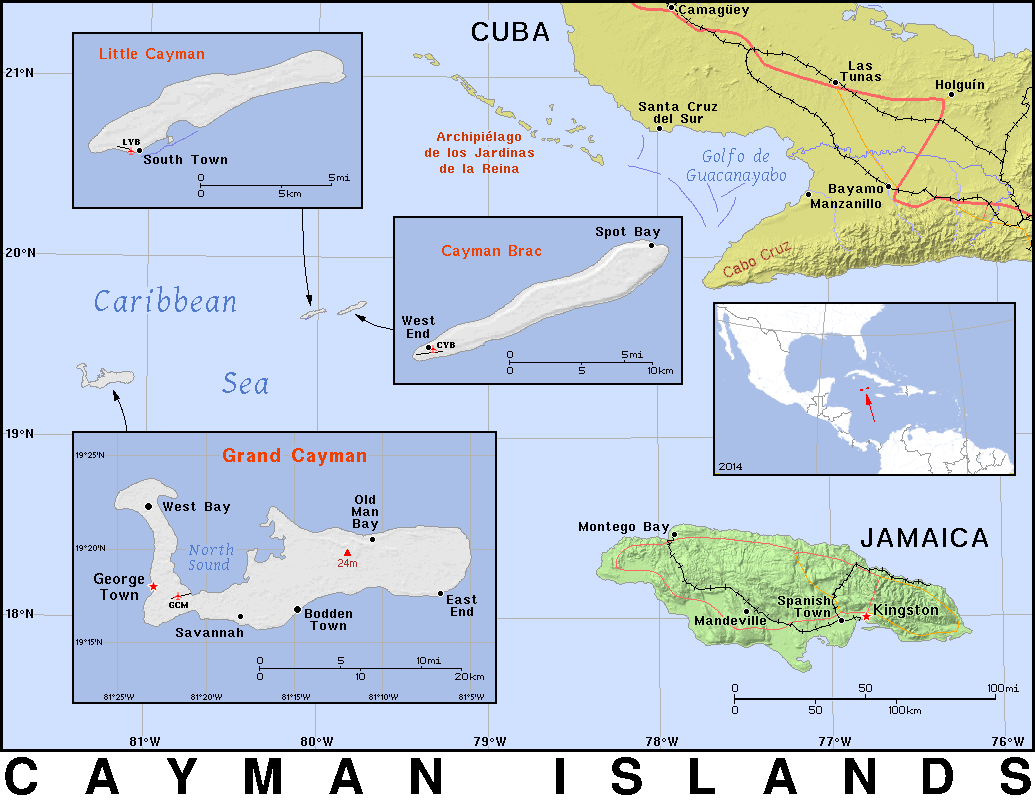
Карта Кайманових Островів
Морські кордони країн Карибського регіону

Згідно з Конвенцією Організації Об'єднаних Націй з морського права (UNCLOS) 1982 року, протяжність територіальних вод архіпелагу встановлено в 12 морських миль (22,2 км). Виключна рибальська зона встановлена на відстань 200 морських миль (370,4 км) від узбережжя.

### Час
Час у Кайманових Островах: UTC-5 (-7 годин різниці часу з Києвом). Літній час на островах запропоновано вводити з 2016 року.

## Геологія

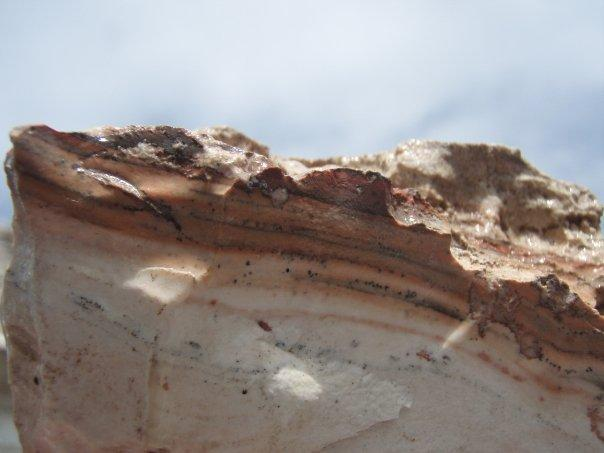
Кайманіт — місцевий різновид доломіту
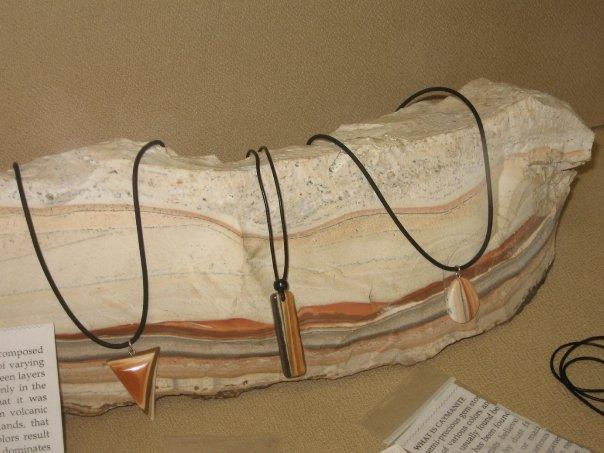
Кайманіт і вироби з нього

### Корисні копалини
Надра Кайманових Островів не багаті на корисні копалини, розвідані запаси і поклади відсутні.

### Сейсмічність
Сейсмічність Кайманових Островів — характеризується досить високою інтенсивністю, відповідно в межах території країни та прилеглого Карибського моря спостерігаються часті і сильні землетруси.

## Рельєф
Середні висоти — дані відсутні; найнижча точка — рівень вод Карибського моря (0 м); найвища точка — пагорб Блаф (43 м). На острові Великий Кайман є цікавою геологічна формація хімічного вивітрювання вапняку під промовистою назвою Хелл (англ. Hell — пекло).

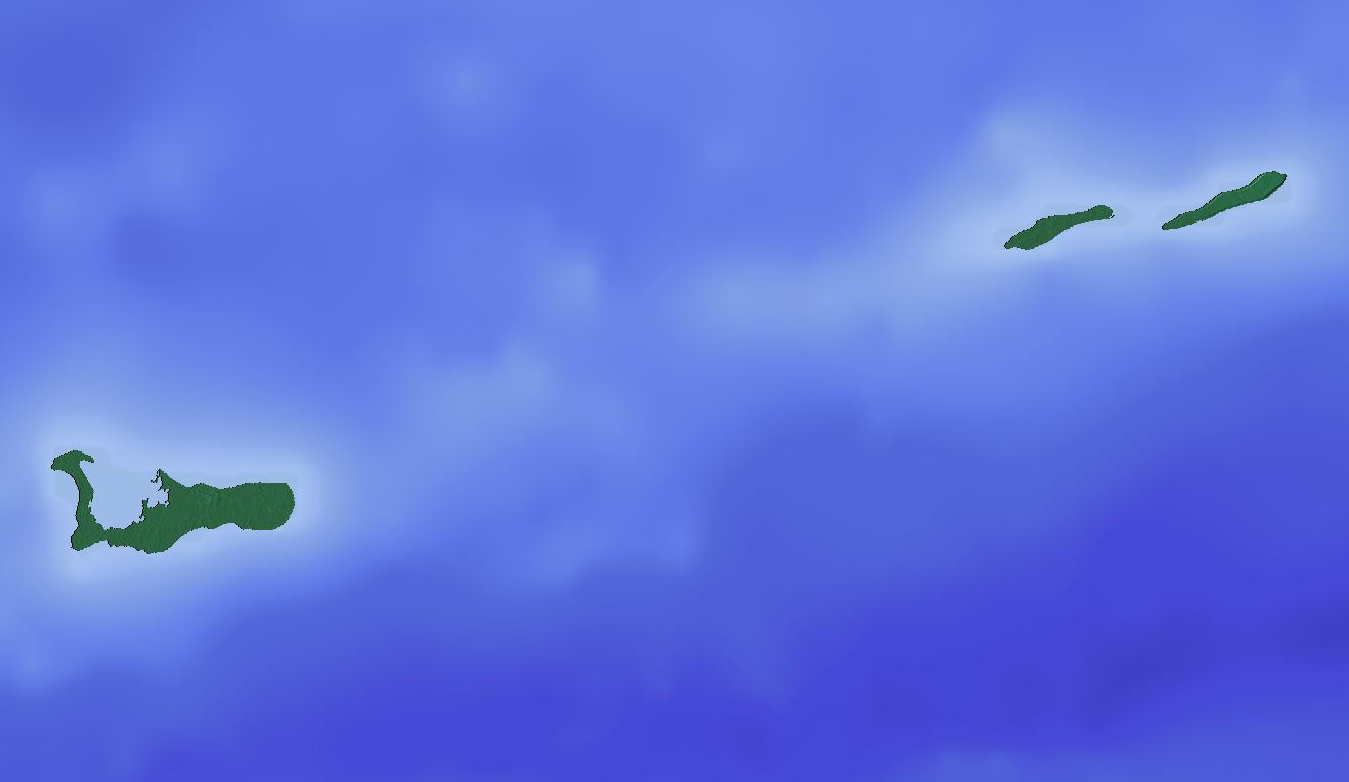
Рельєф Кайманових Островів
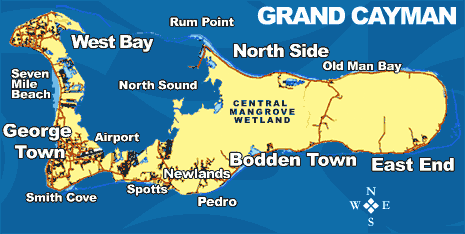
Острів Великий Кайман
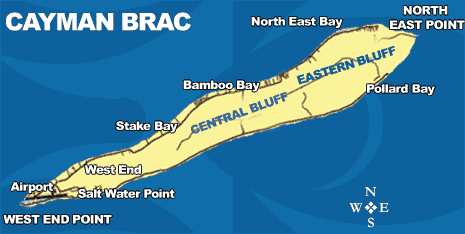
Острів Кайман-Брак
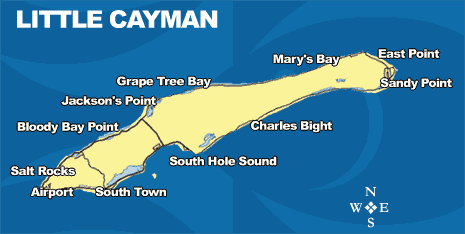
Острів Малий Кайман
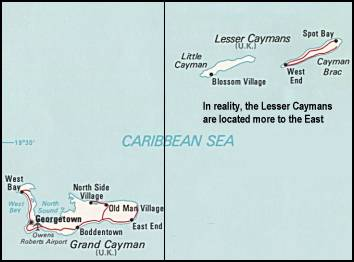
Карта країни (англ.)
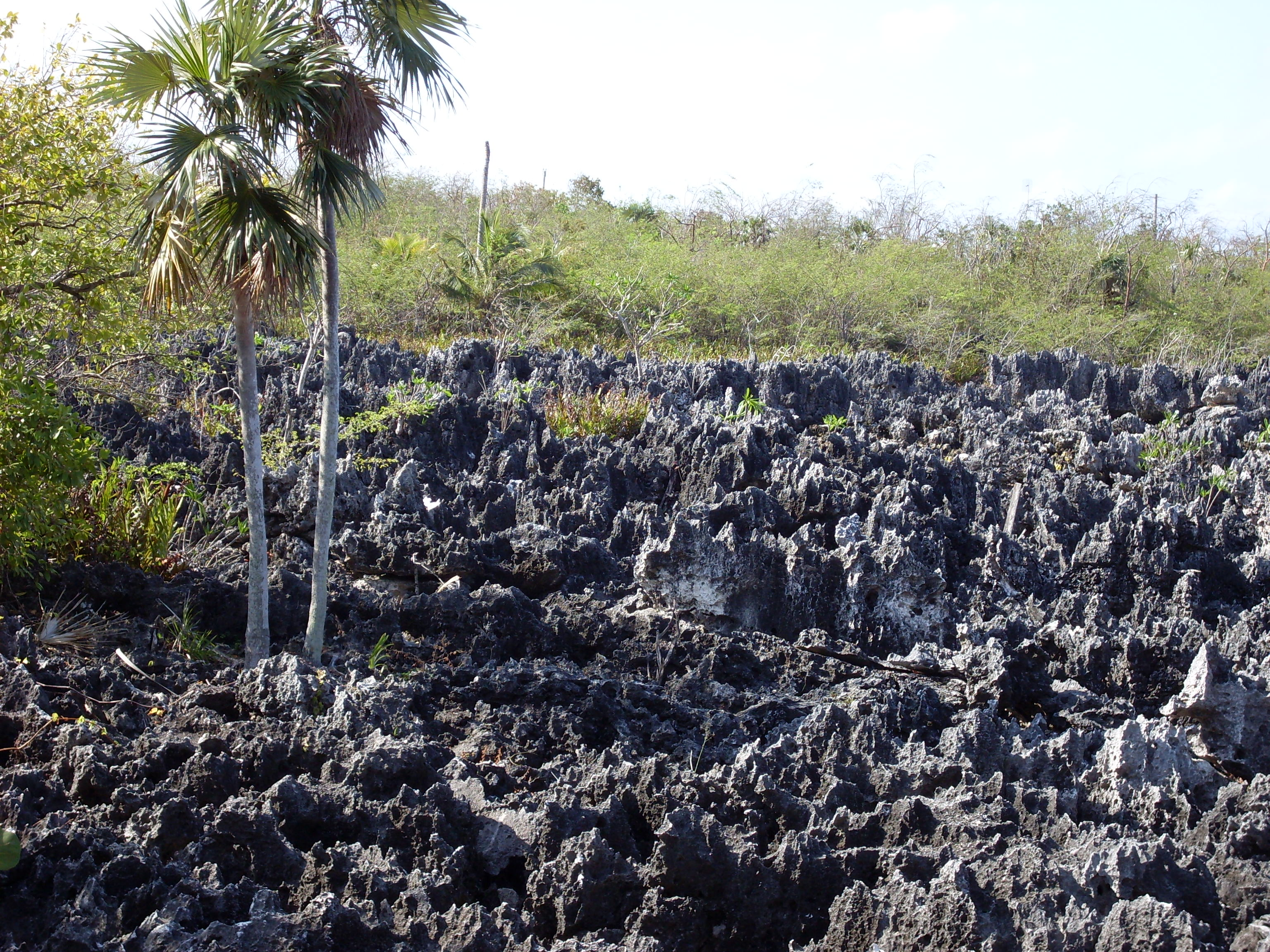
Формація Хелл, ерозія вапняків

### Узбережжя

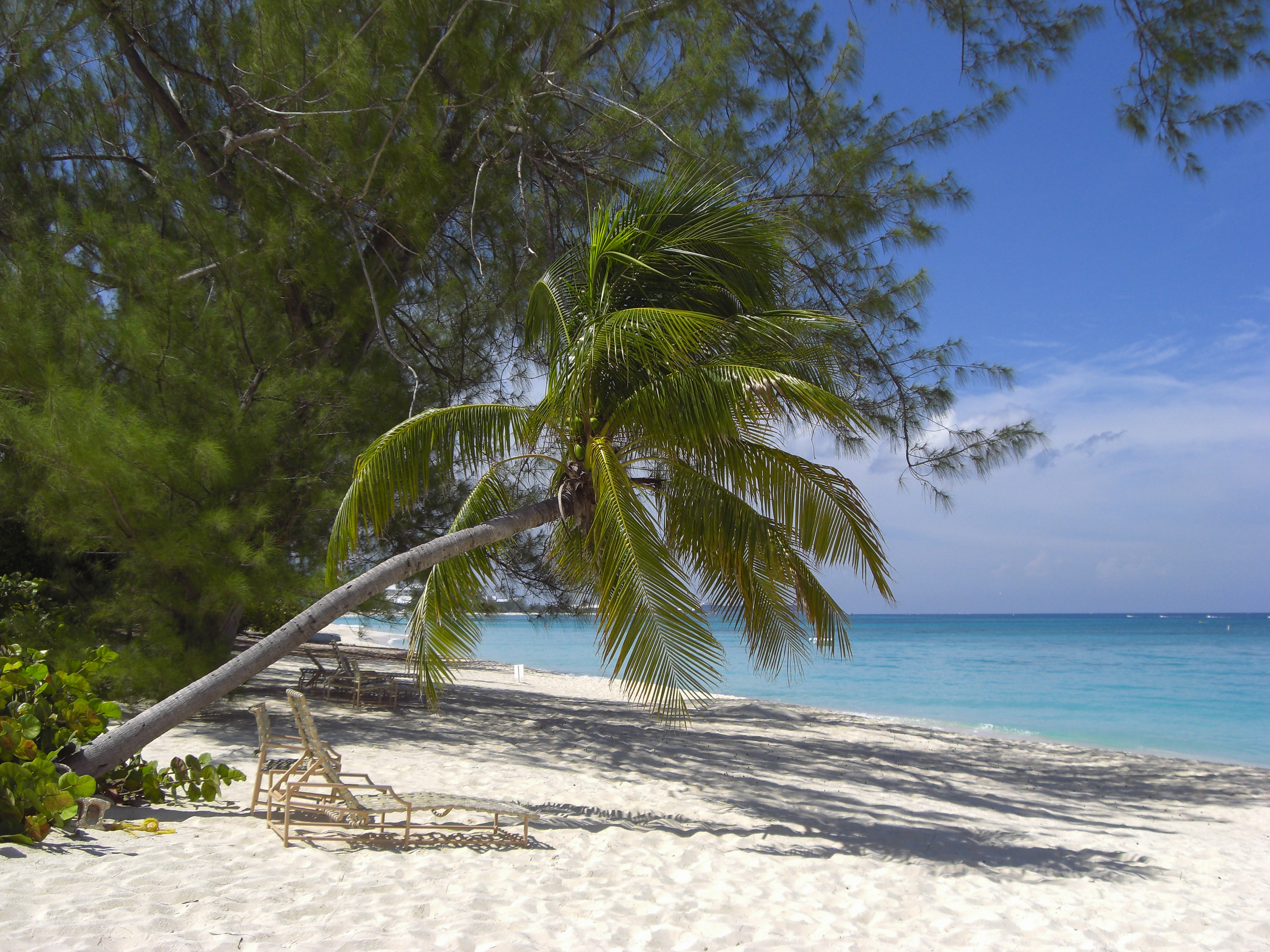
Піщаний пляж
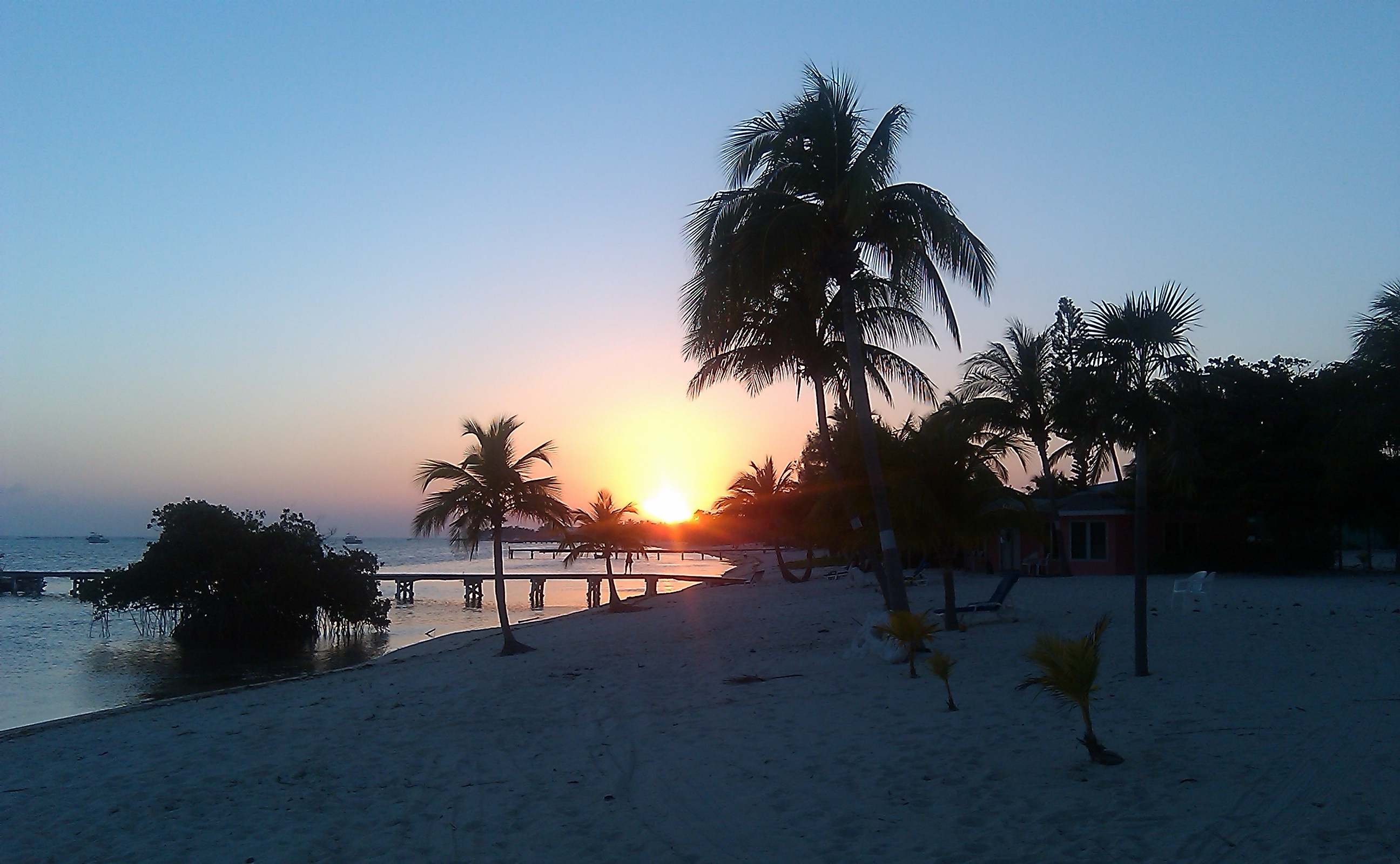
Захід сонця на піщаному пляжі
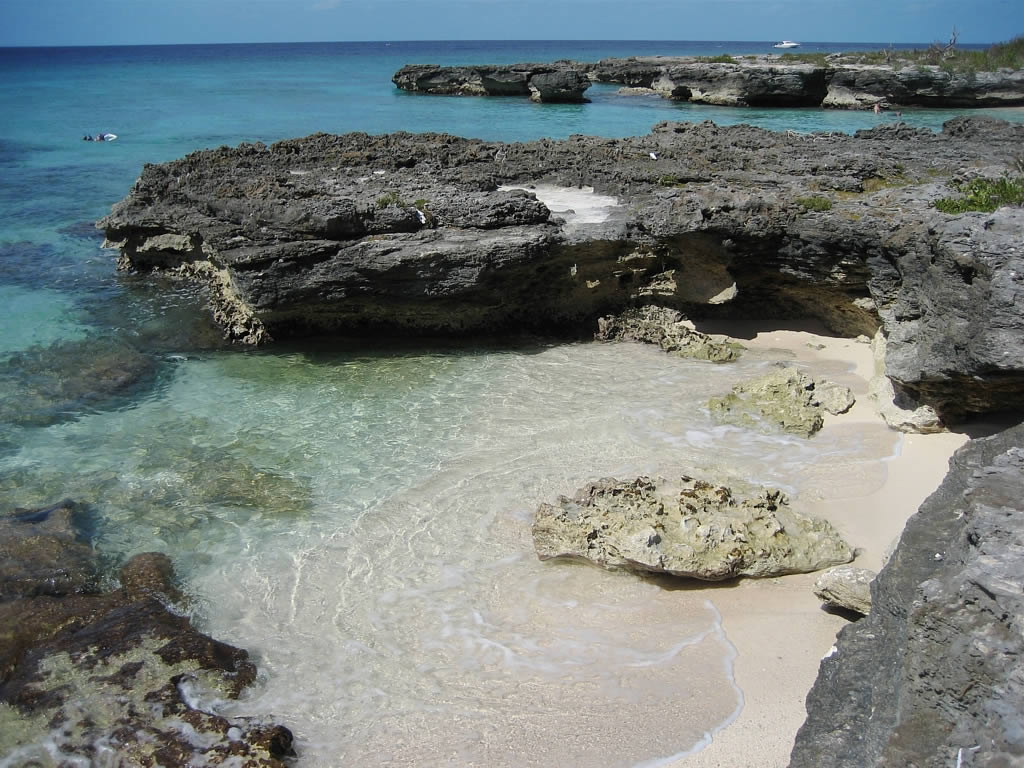
Вапнякові скелі Сміт-Коув
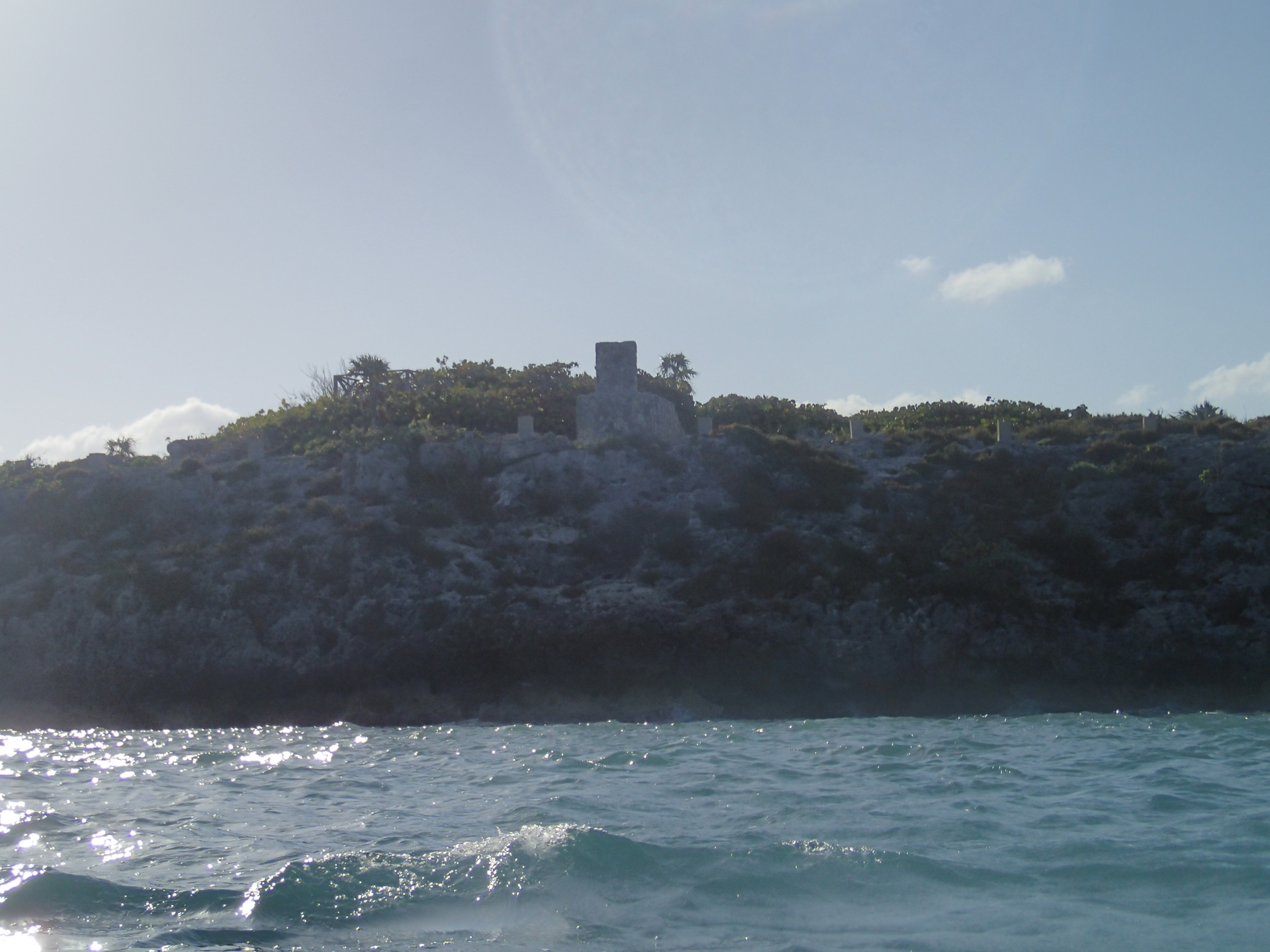
Скелі поблизу пам’ятника Десятьом морякам
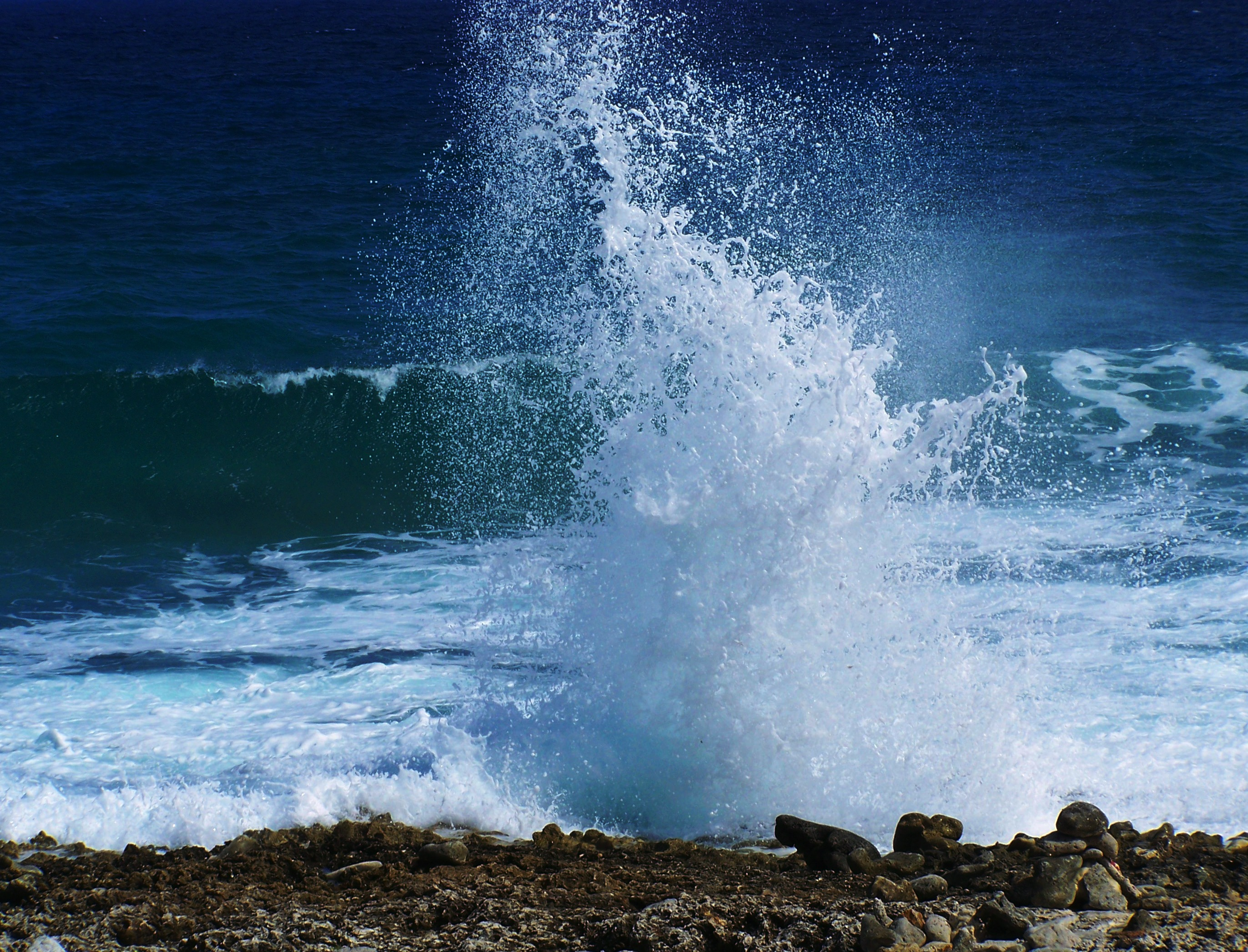
Прибійні фонтани Іст-Енду

### Острови

Острови Кайман з висоти
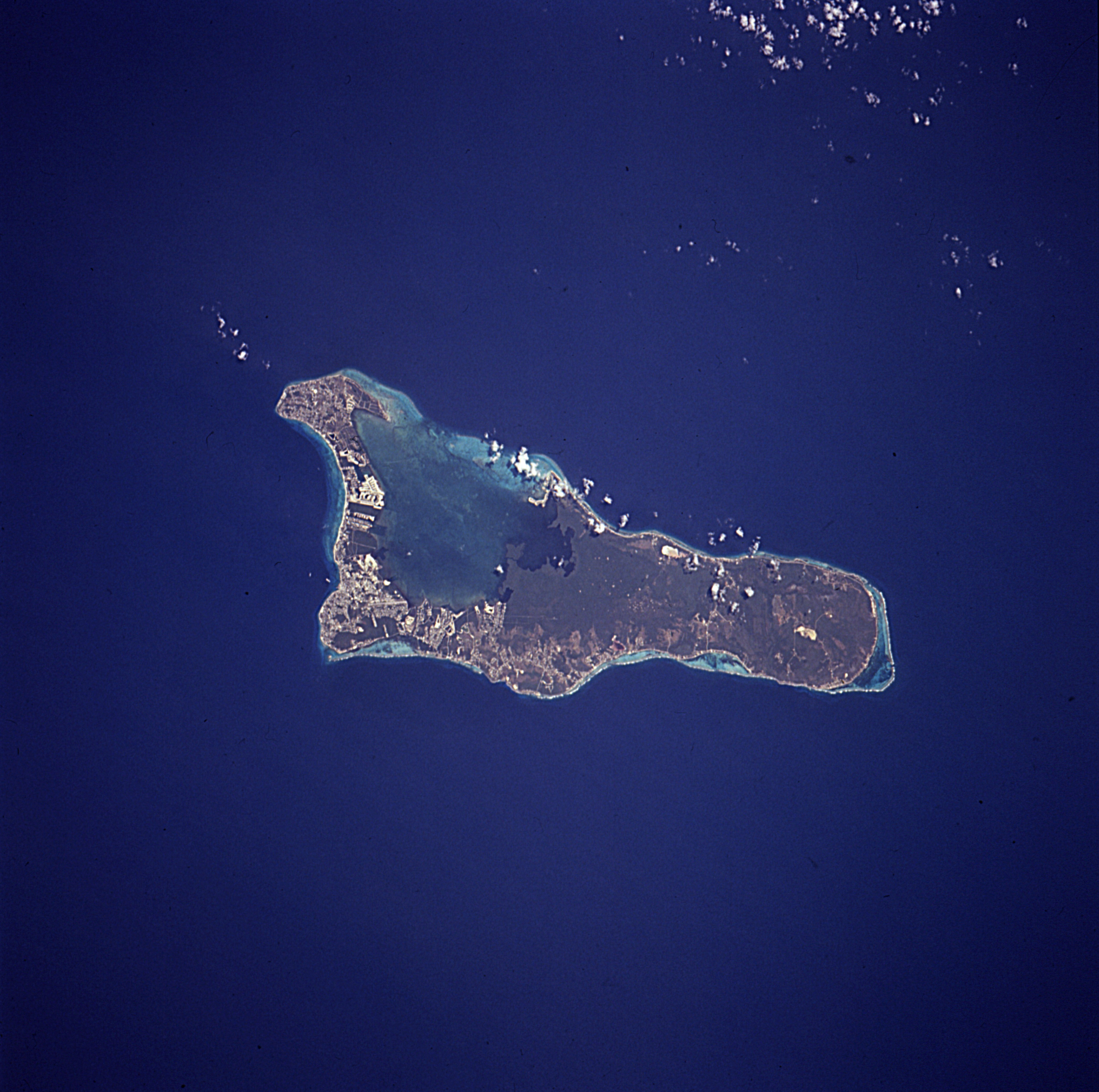
Великий Кайман із космосу
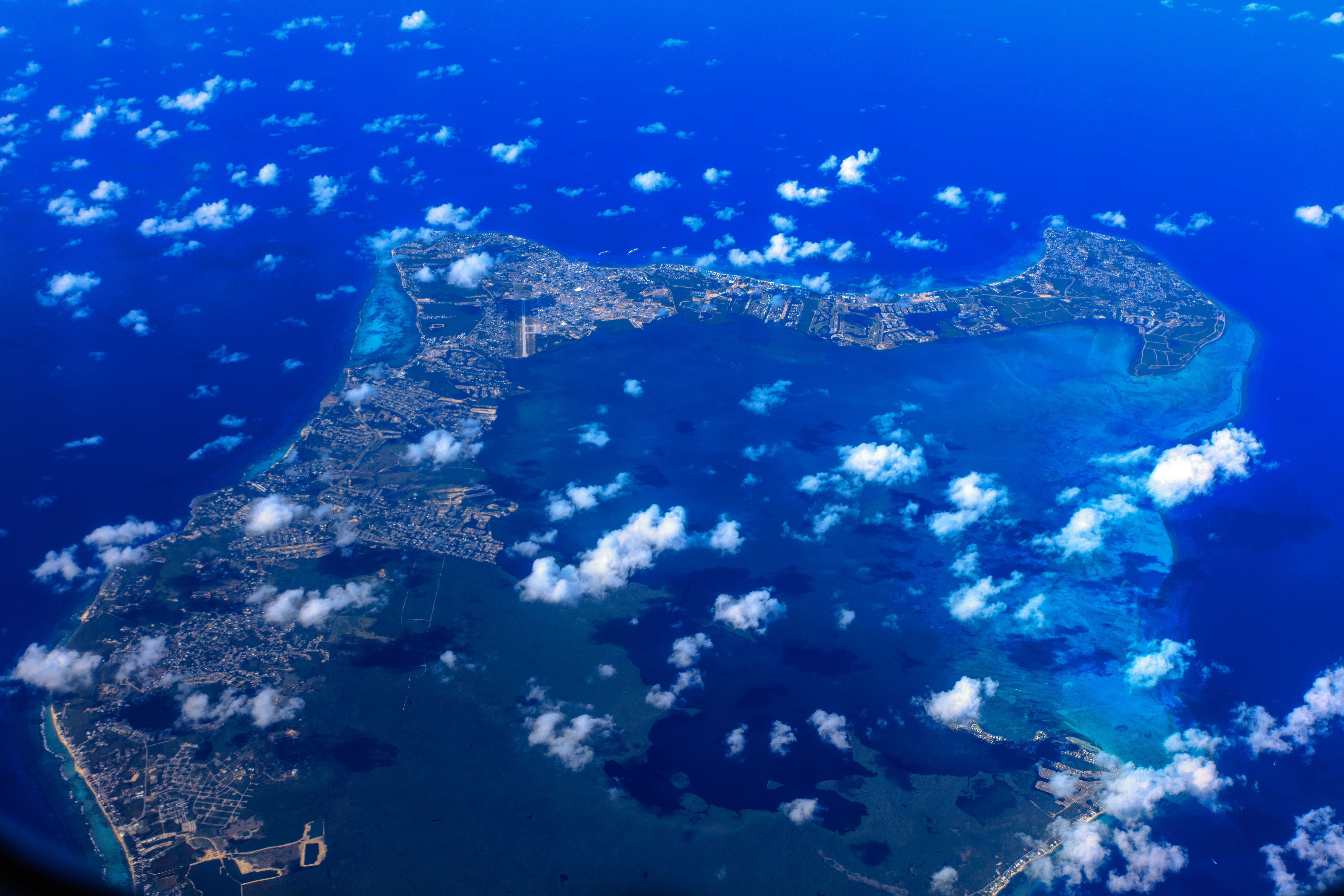
Великий Кайман з літака
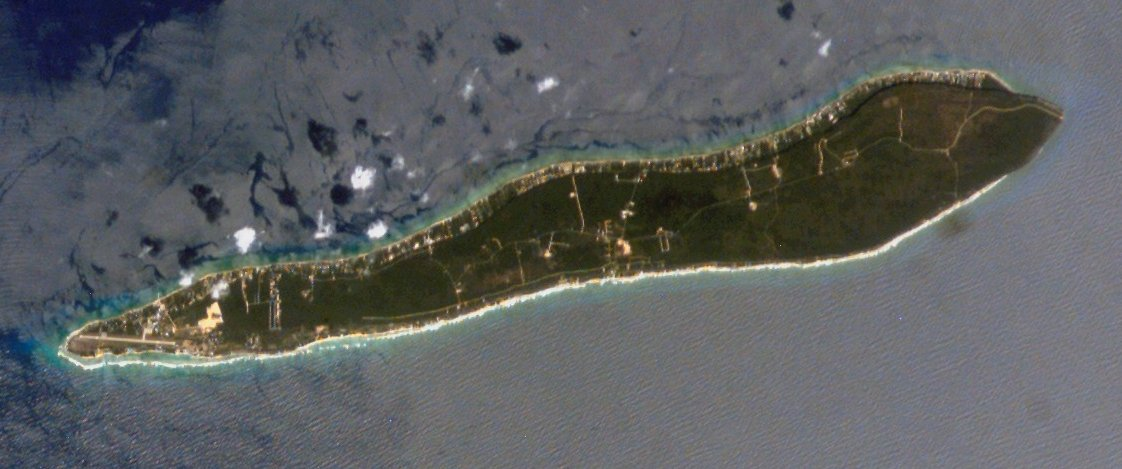
Кайман-Брак із космосу
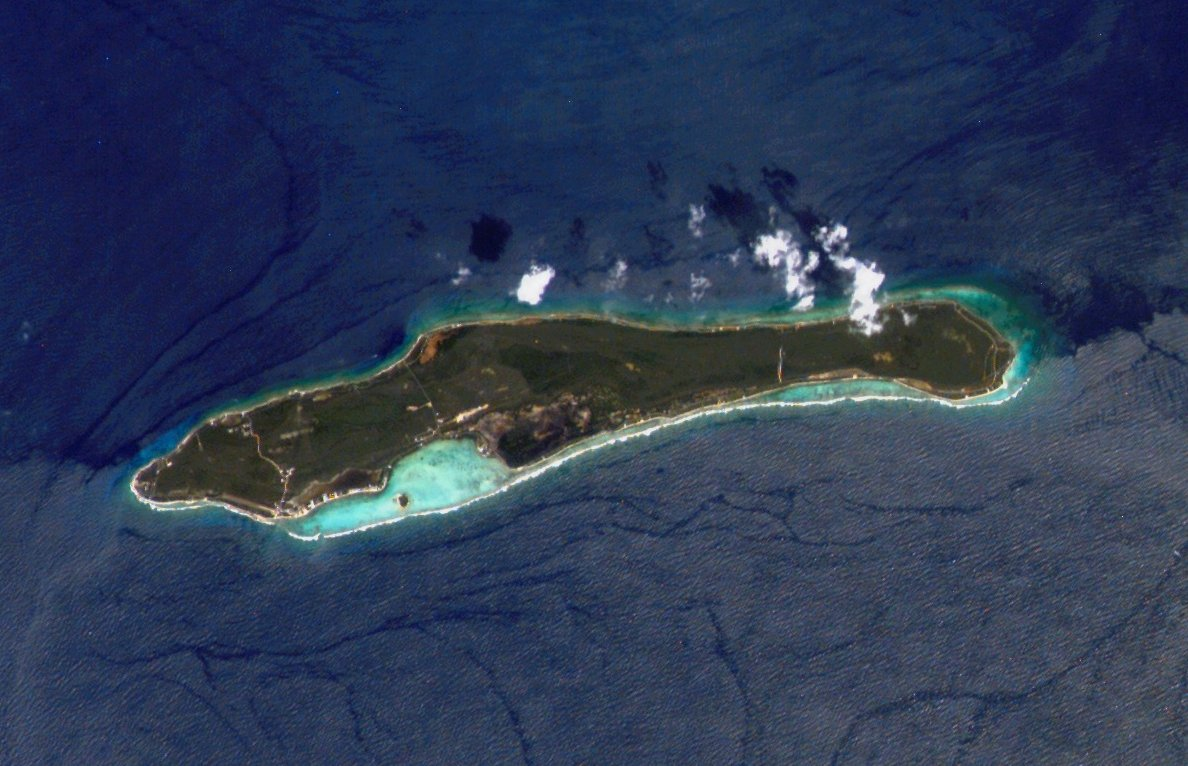
Малий Кайман із космосу

## Клімат
Територія Кайманових Островів лежить у тропічному кліматичному поясі. Увесь рік панують тропічні повітряні маси. Сезонний хід температури повітря чітко відстежується. Переважають східні пасатні вітри, достатнє зволоження (на підвітряних схилах відчувається значний дефіцит вологи). У теплий сезон з морів та океанів часто надходять тропічні циклони.

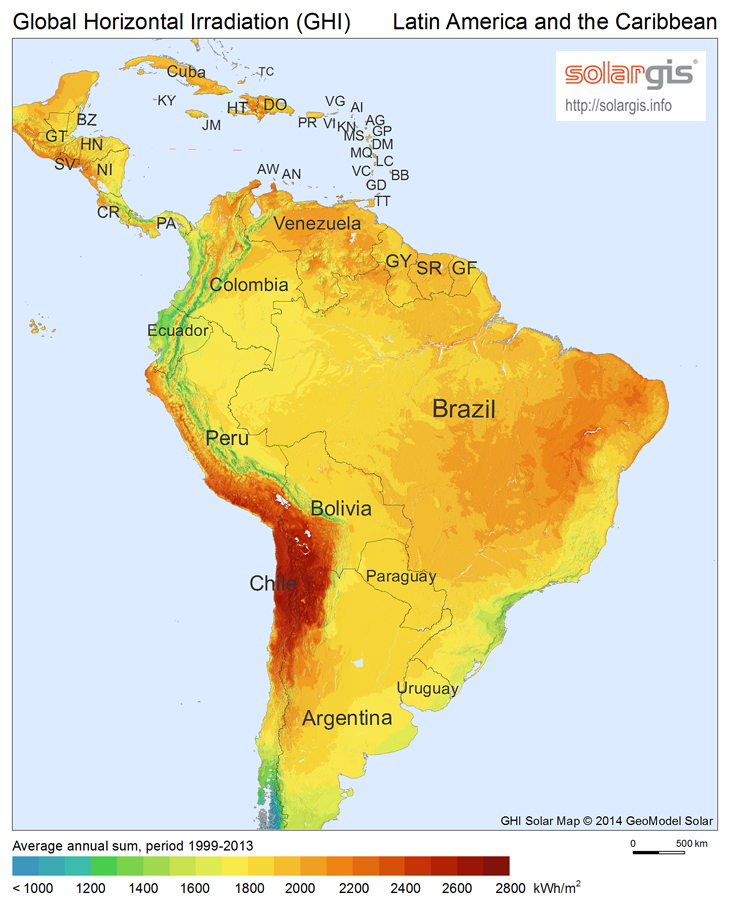
Сонячна радіація (англ.)
Кліматична карта Антильських островів за Кеппеном

Кайманові Острови не є членом Всесвітньої метеорологічної організації (WMO).

## Внутрішні води
Дані про площу зрошуваних земель в країні, станом на 2012 рік, відсутні.

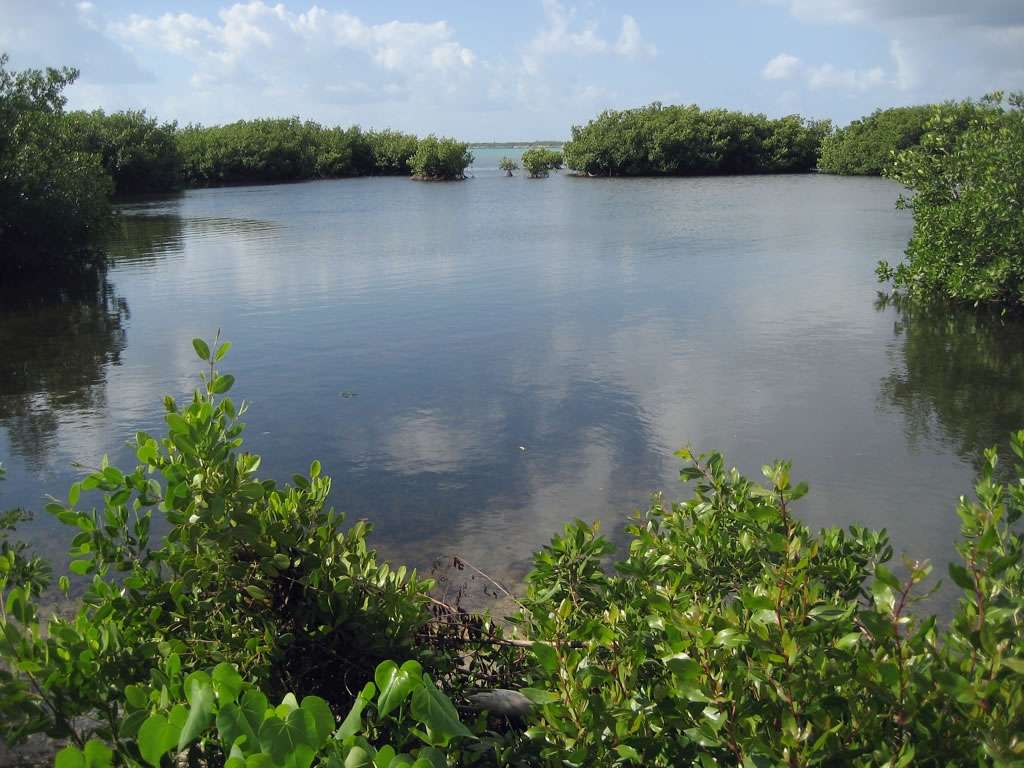
Внутрішня лагуна острова Великий Кайман
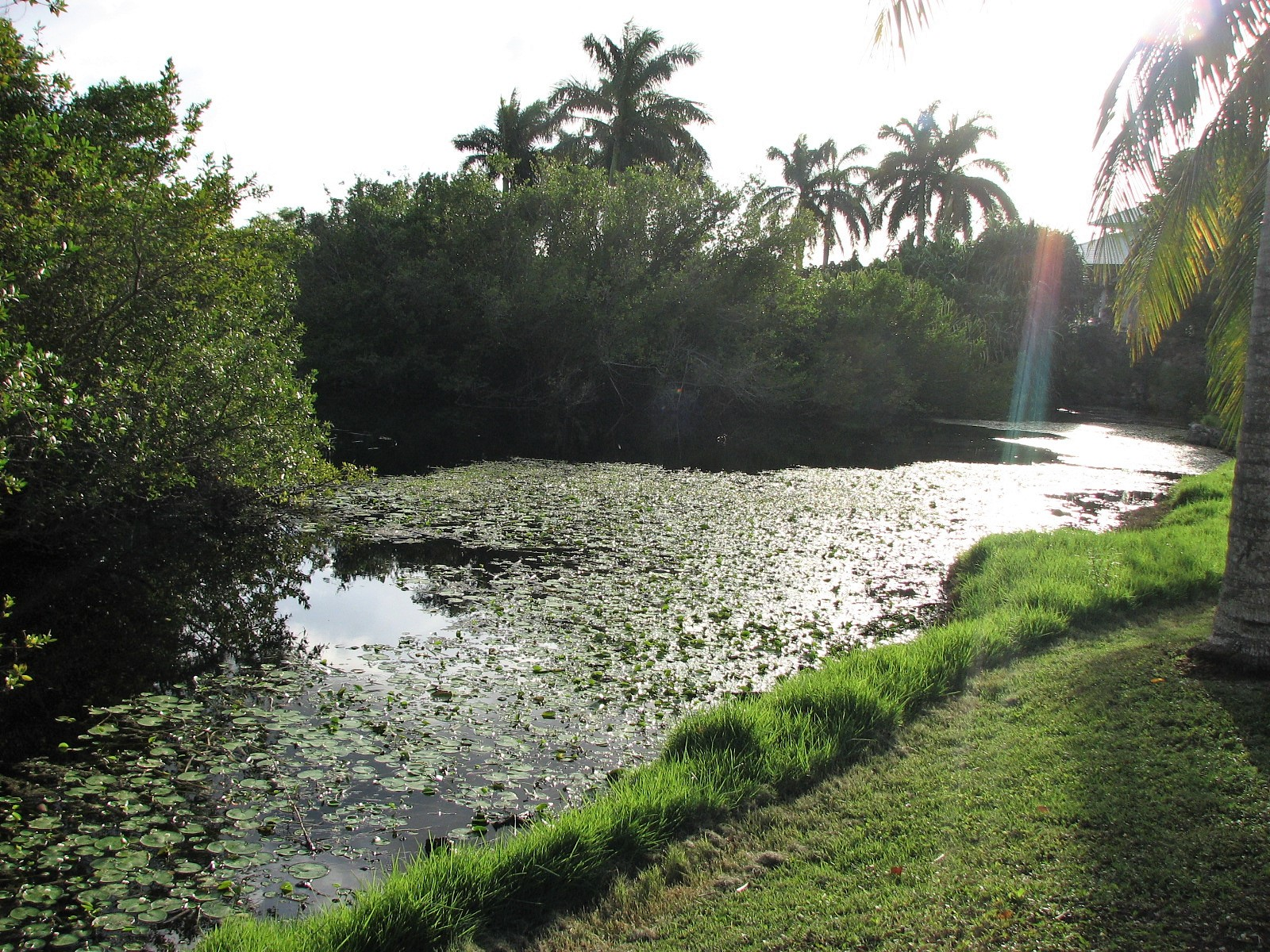
Став у ботанічному саду
Черепахи у ставу пташиного заказника

### Річки
Річки країни належать басейну Атлантичного океану.

## Рослинність

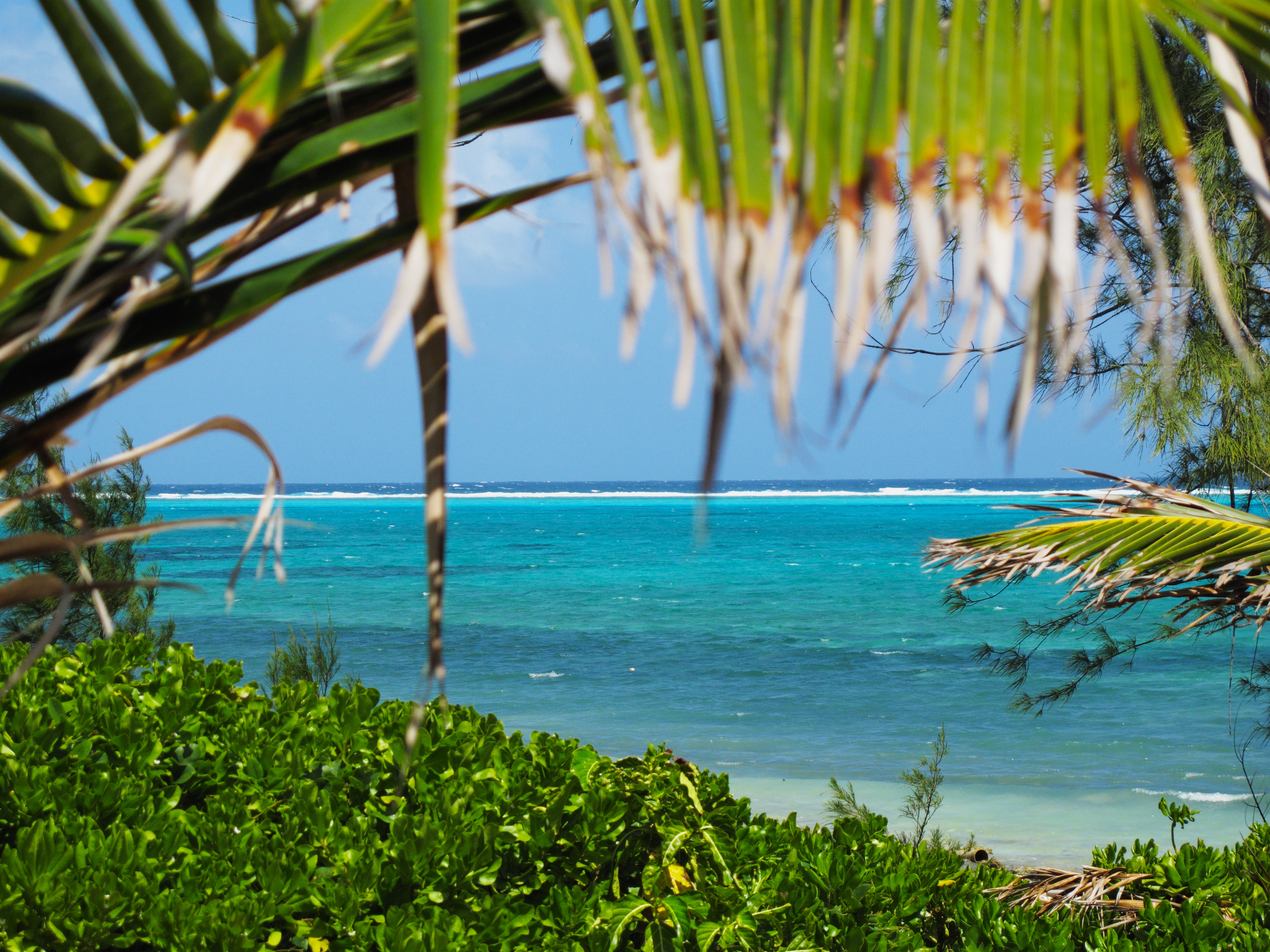
Рослинність узбереж
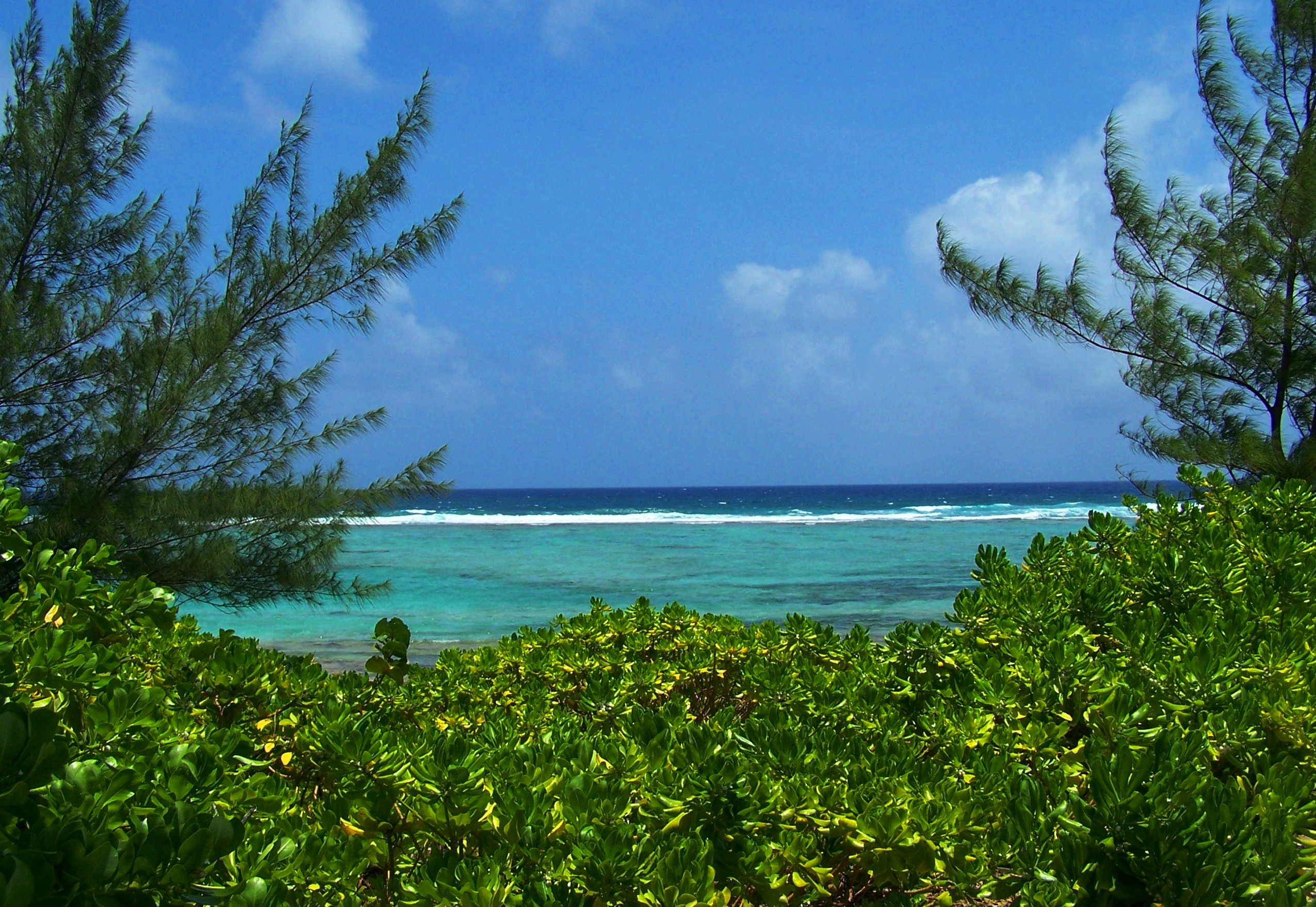
Рослинність узбереж
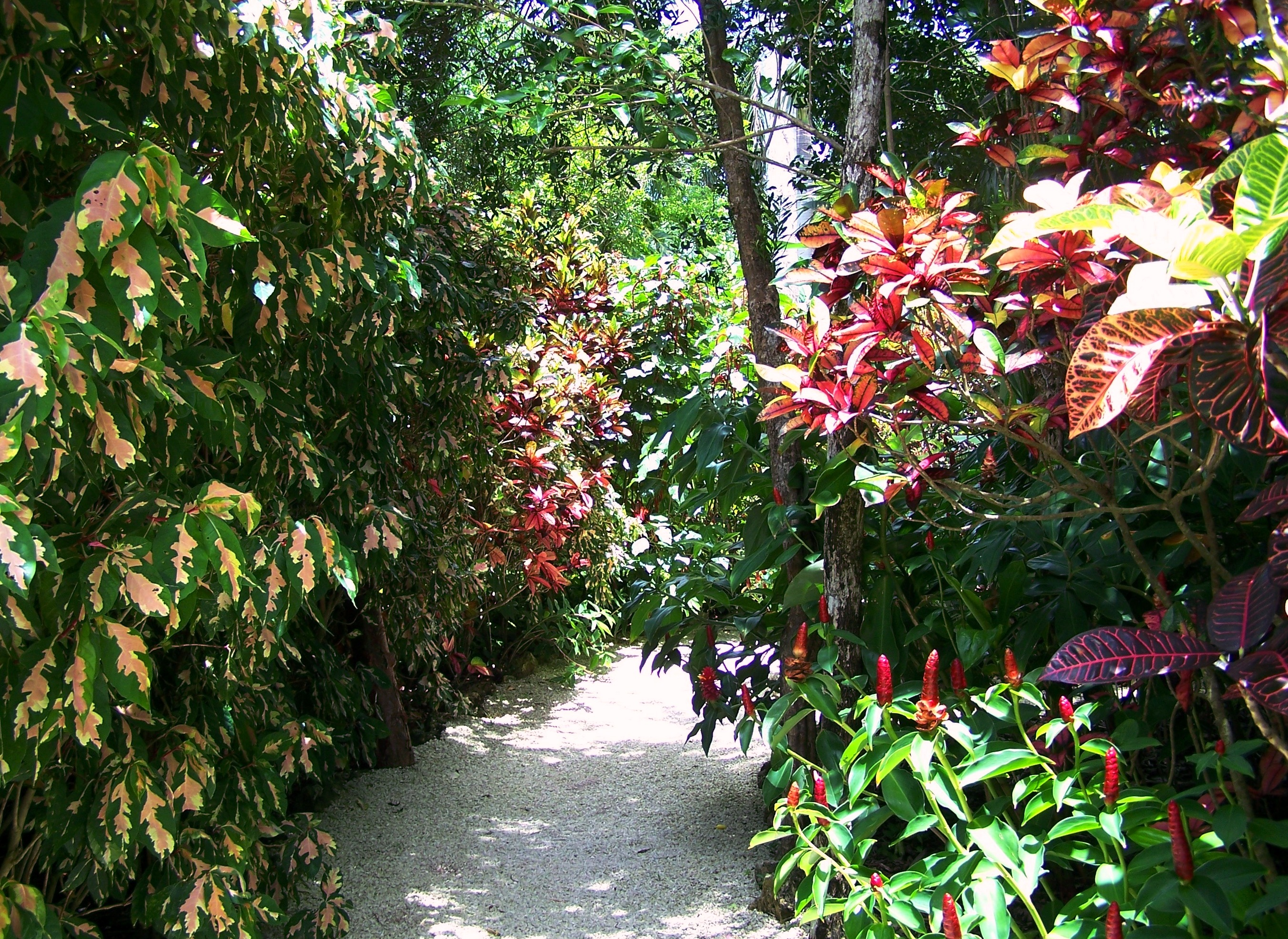
Ботанічний парк королеви Єлизавети II
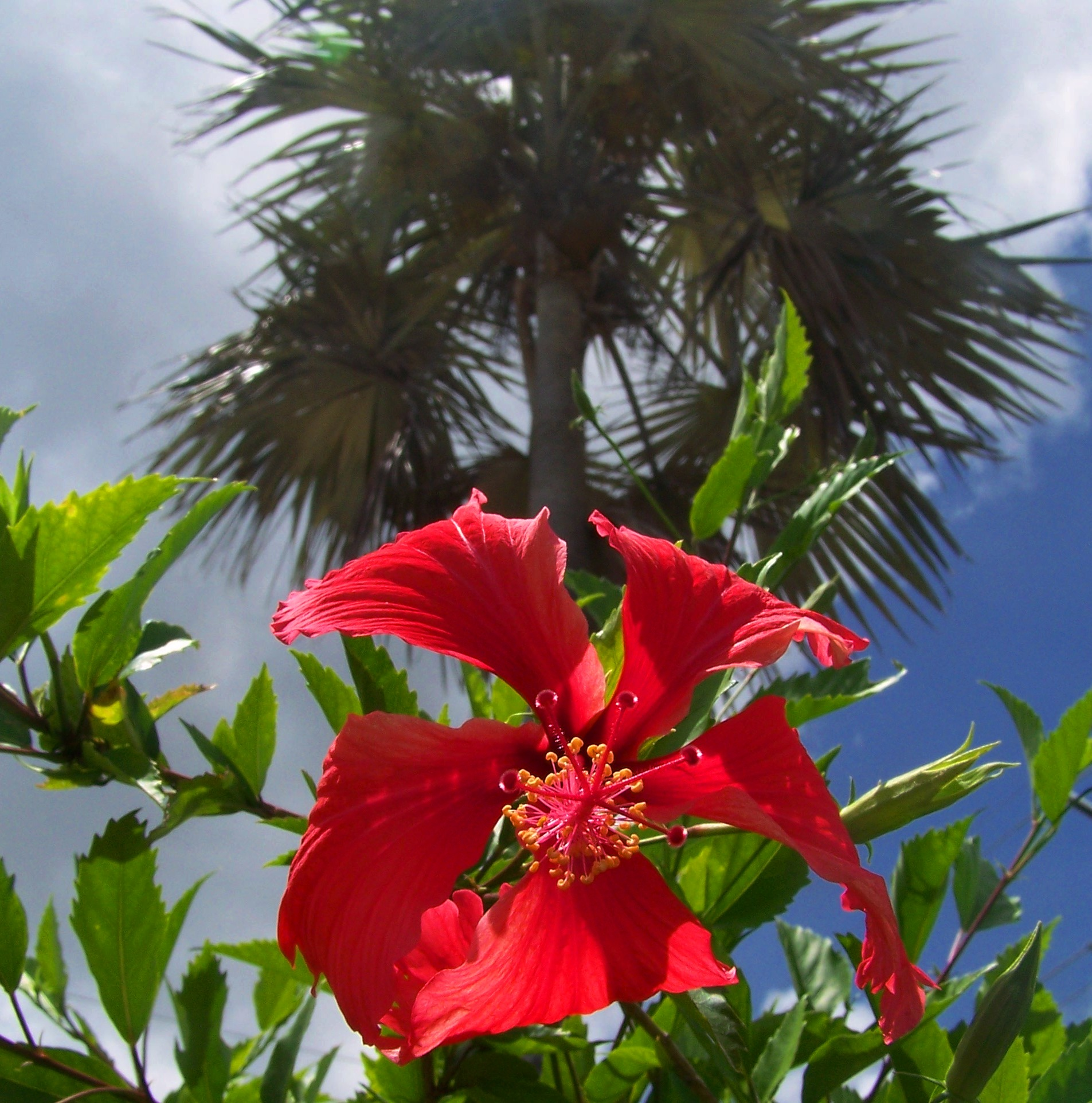
Гібіскус і пальма
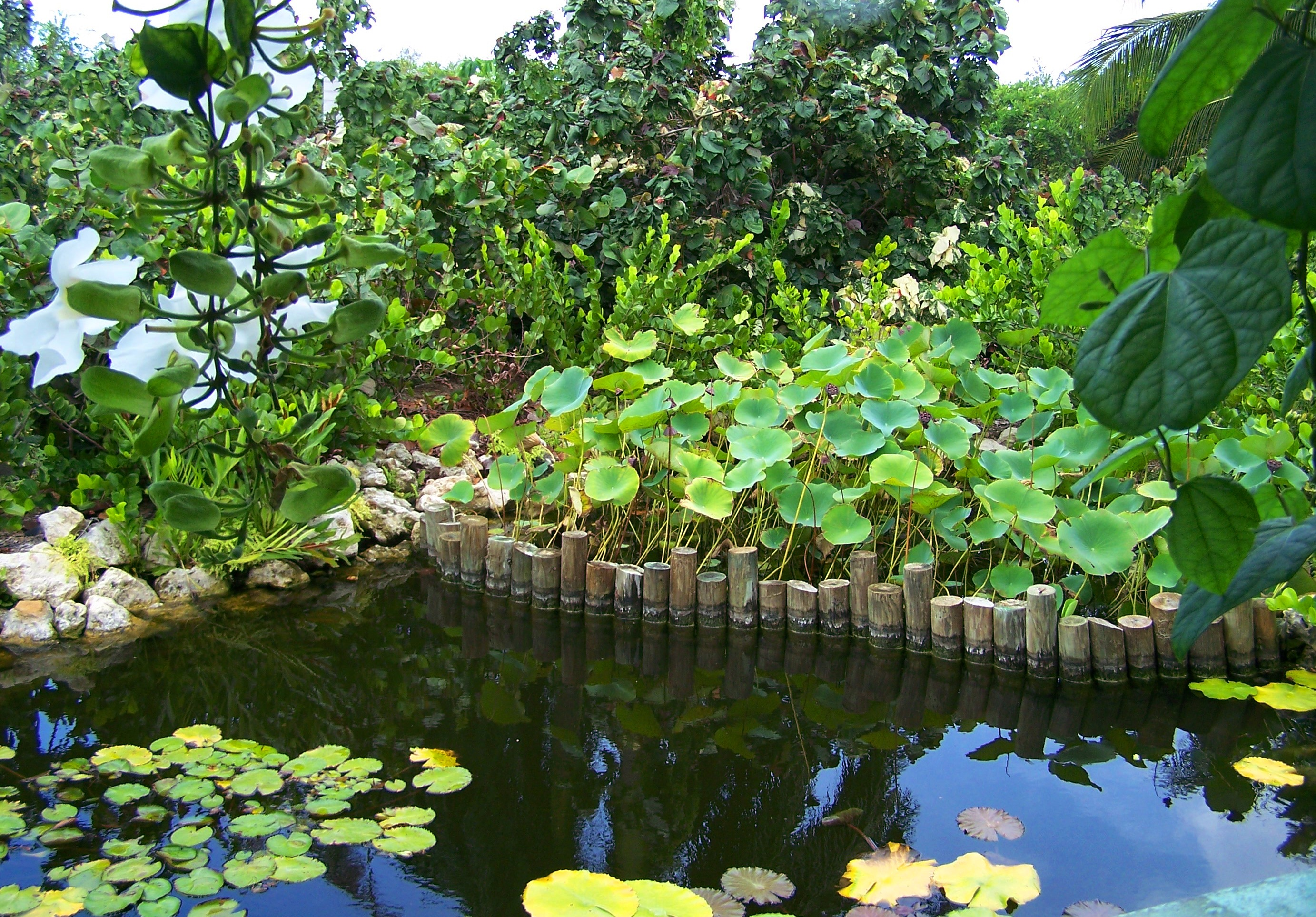
Ставок у ботанічному парку

Земельні ресурси Кайманових Островів (оцінка 2011 року):
- придатні для сільськогосподарського обробітку землі — 11,2 %,
  - орні землі — 0,8 %,
  - багаторічні насадження — 2,1 %,
  - землі, що постійно використовуються під пасовища — 8,3 %;
- землі, зайняті лісами і чагарниками — 52,9 %;
- інше — 35,9 %[1].

## Тваринний світ
зоогеографічно територія країни належить до Антильської підобласті Неотропічної області.

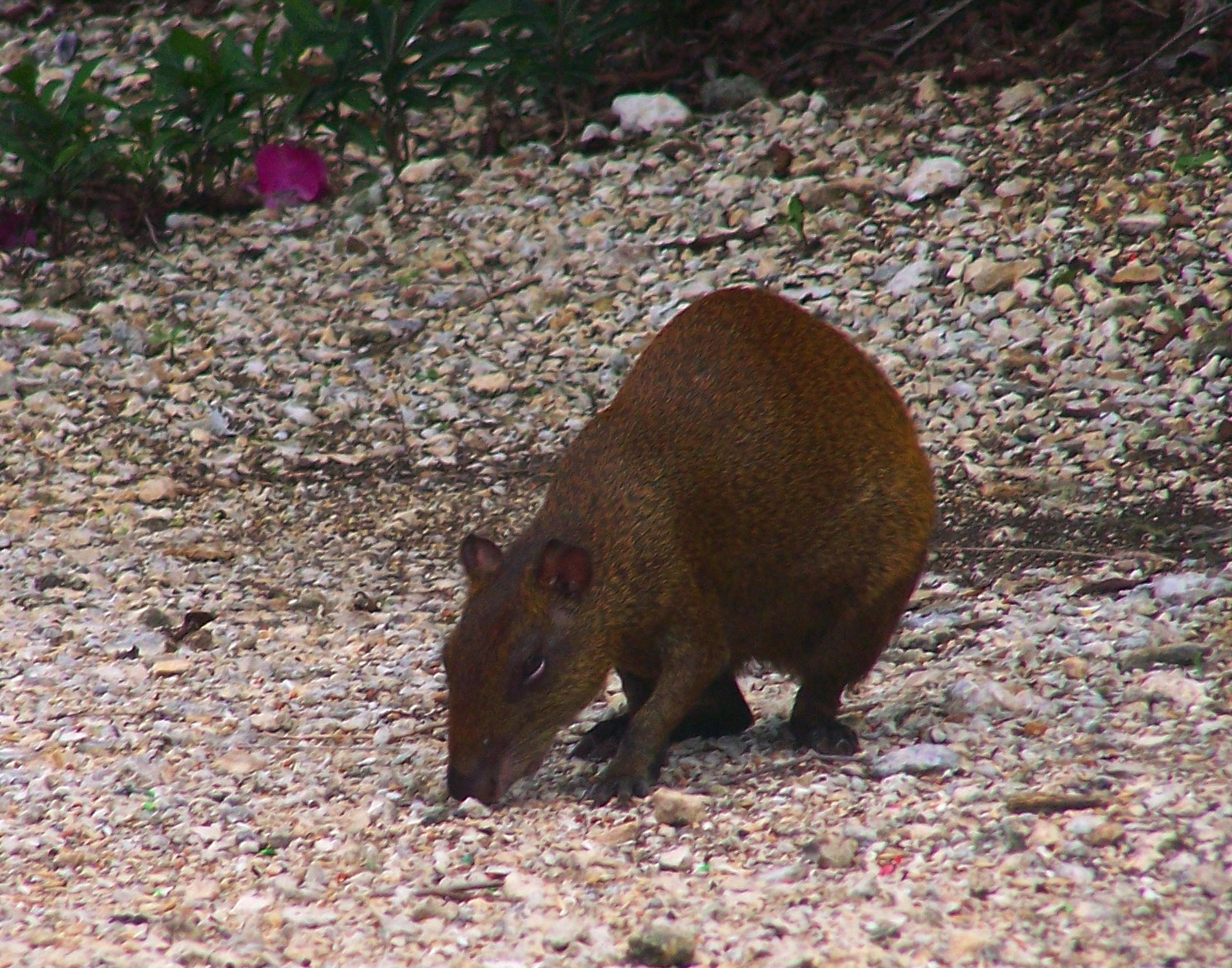
Центральноамериканський агуті
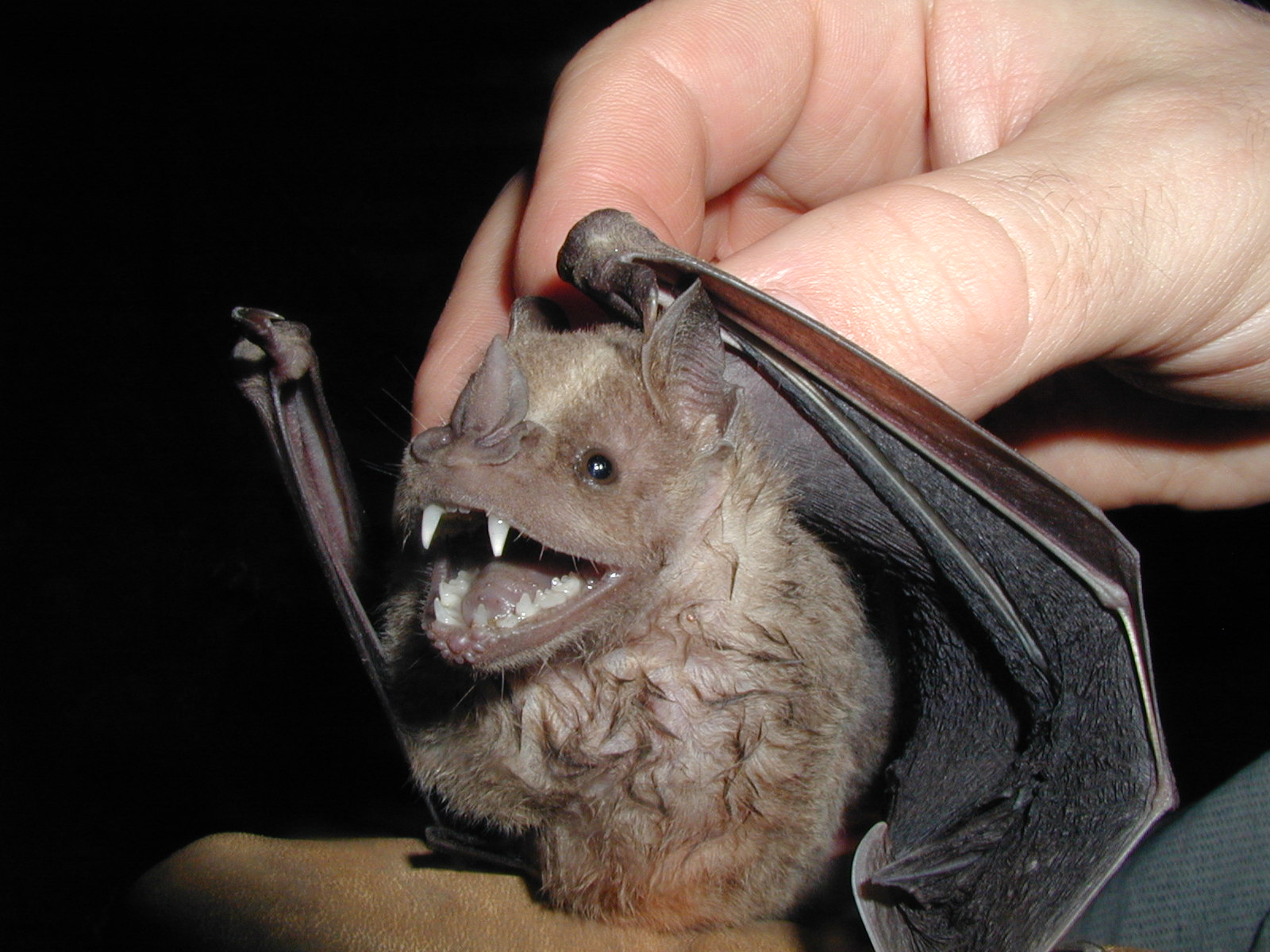
Аметрида
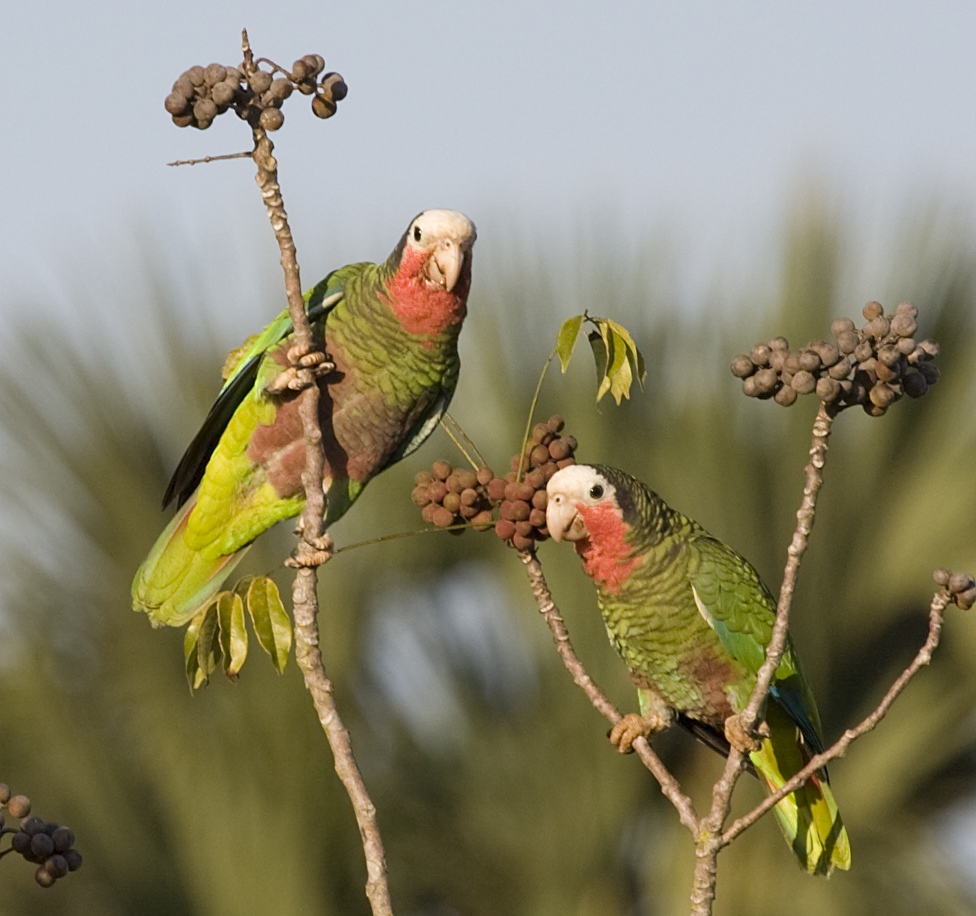
Пара кубинських амазонів
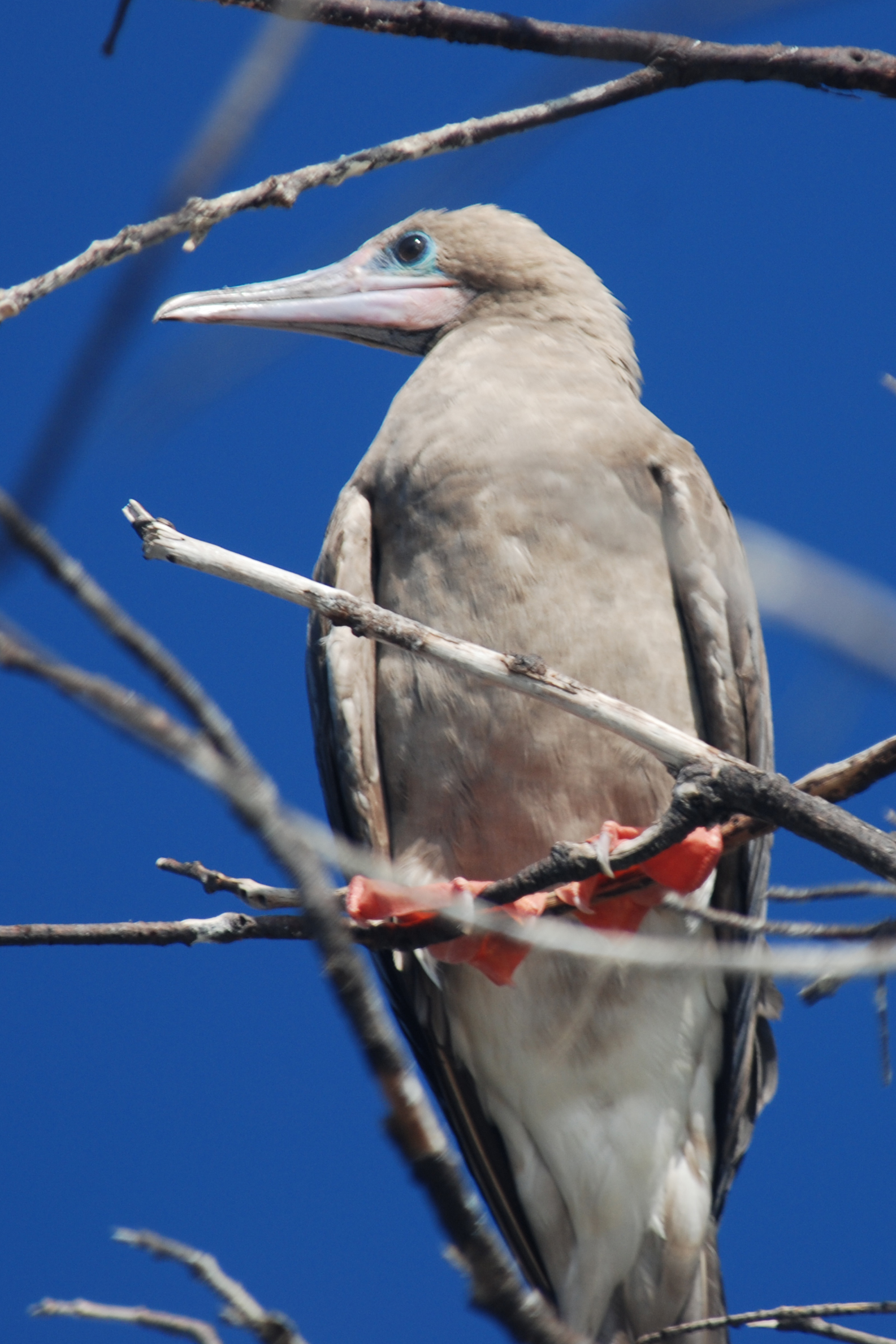
Червононога сула
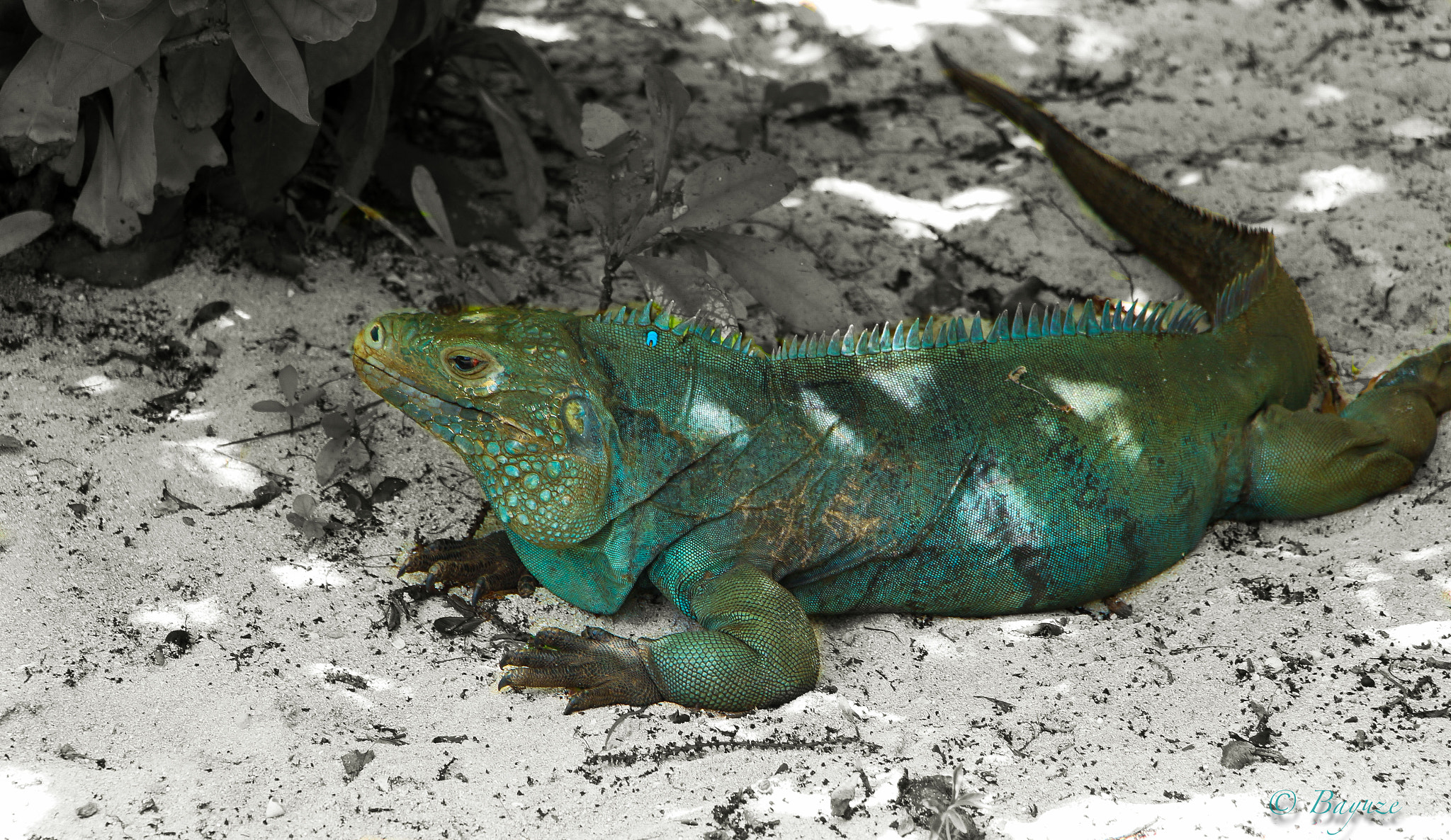
Велика блакитна ігуана
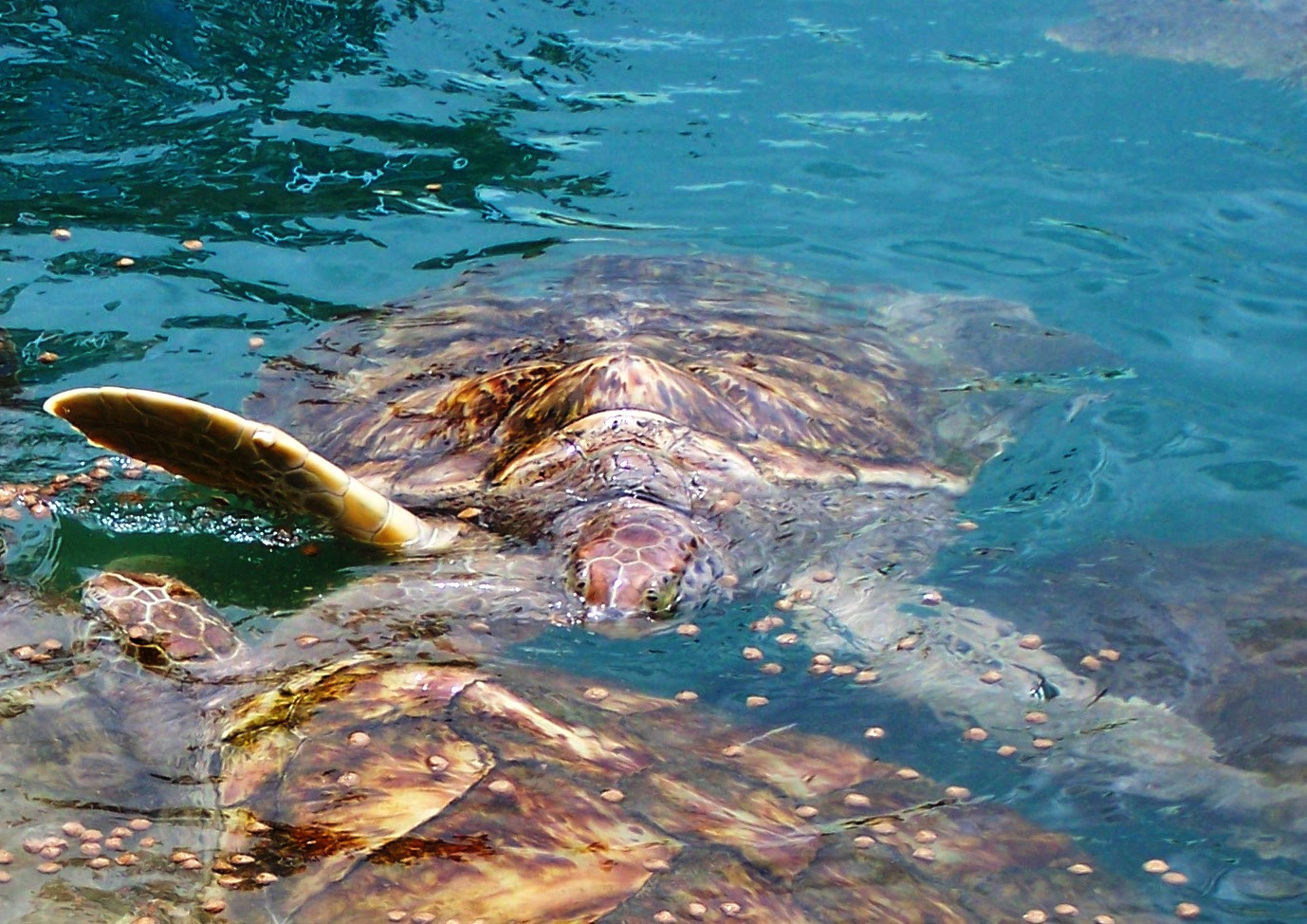
Морська черепаха
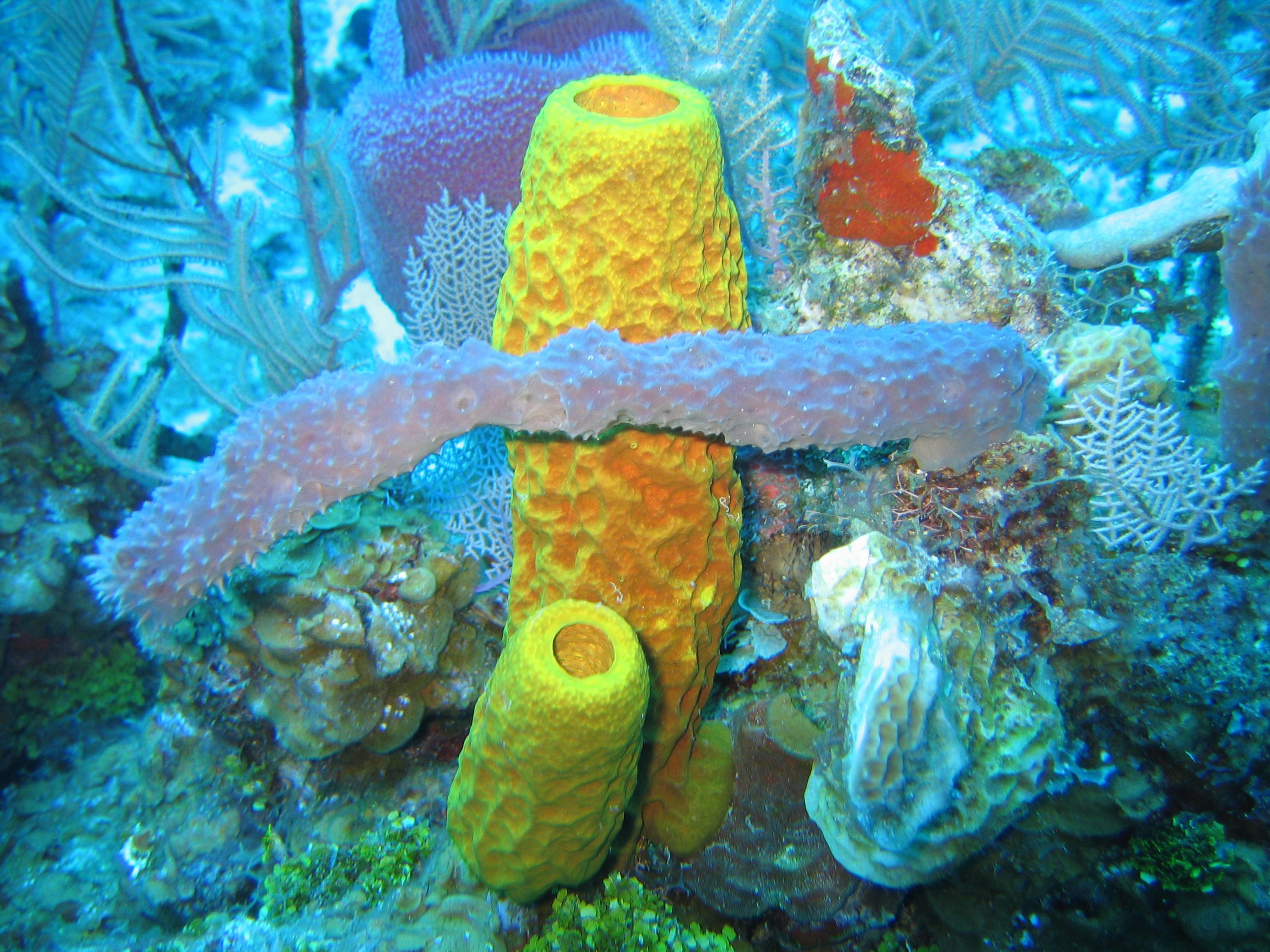
Кораловий риф у берегів островів
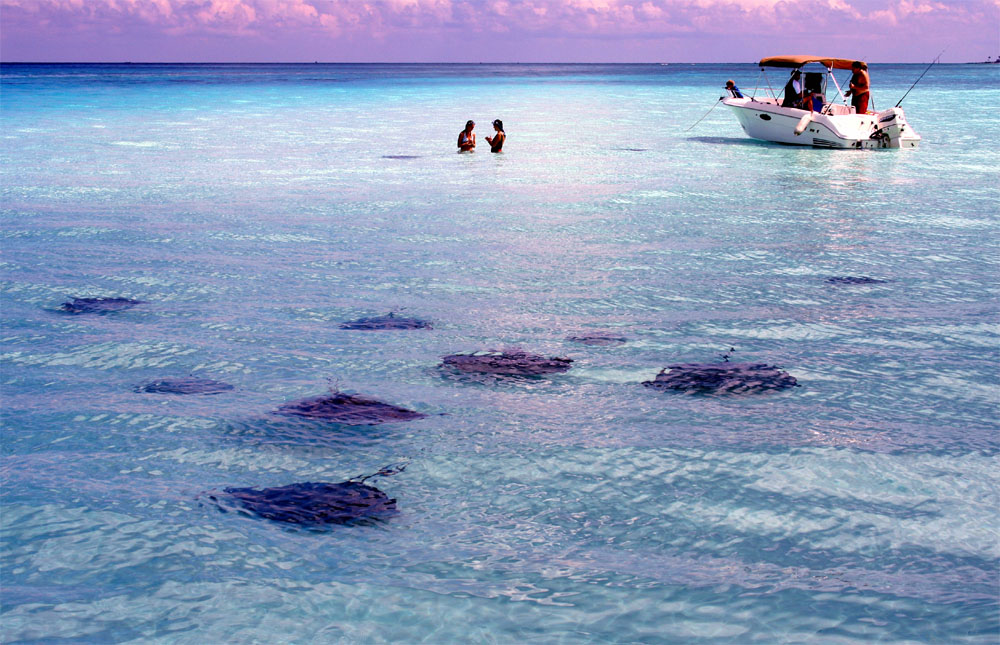
Морські скати в лагуні

## Стихійні лиха та екологічні проблеми
На території країни спостерігаються небезпечні природні явища і стихійні лиха: урагани (з липня по листопад).
Серед екологічних проблем варто відзначити:
- джерела питної води відсутні, воду видобувають методом опріснення морської.

## Фізико-географічне районування
У фізико-географічному відношенні територію Кайманових Островів можна розділити на _ райони, що відрізняються один від одного рельєфом, кліматом, рослинним покривом: .

### Українською
- Атлас світу / голов. ред. І. С. Руденко ; зав. ред. В. В. Радченко ; відп. ред. О. В. Вакуленко. — К. : ДНВП «Картографія», 2005. — 336 с. — ISBN 9666315467.
- Атлас. 7 клас. Географія материків і океанів / Укладачі О. Я. Скуратович, Н. І. Чанцева. — К. : ДНВП «Картографія», 2014.
- Бєлозоров С. Т. Географія материків. — К. : Вища школа, 1971. — 371 с.
- Барановська О. В. Фізична географія материків і океанів : навч. посіб. для студентів ВНЗ : [у 2 ч.]. — Н. : Ніжинський державний університет ім. Миколи Гоголя, 2013. — 306 с. — ISBN 978-617-527-106-3.
- Кайманові Острови // Гірничий енциклопедичний словник : [у 3-х тт.] / за ред. В. С. Білецького. — Д. : Східний видавничий дім, 2004. — Т. 3. — 752 с. — ISBN 966-7804-78-X.
- Дубович І. А. Країнознавчий словник-довідник. — 5-те вид., перероб. і доп. — К. : Знання, 2008. — 839 с. — ISBN 978-966-346-330-8.
- Економічна і соціальна географія країн світу. Навчальний посібник / За ред. Кузика С. П. — Л. : Світ, 2002. — 672 с. — ISBN 966-603-178-7.
- Панасенко Б. Д. Фізична географія материків : навч. посіб. : в 2 ч. — В. : ЕкоБізнесЦентр, 1999. — 200 с.
- Юрківський В. М. Регіональна економічна і соціальна географія. Зарубіжні країни: Підручник. — 2-ге. — К. : Либідь, 2001. — 416 с. — ISBN 966-06-0092-5.

### Англійською
- (англ.) Graham Bateman. The Encyclopedia of World Geography. — Andromeda, 2002. — 288 с. — ISBN 1871869587.
- (англ.) Donovan, Steven K.; Jackson, Trevor A. (1994). Caribbean Geology: An Introduction. University of West Indies. с. 289. ISBN 9764100333.

### Російською
- (рос.) Острова Кайман // Латинская Америка. Энциклопедический справочник [в 2-х тт.] / Главный редактор В. В. Вольский. — М. : Советская энциклопедия, 1979. — Т. 1. А-К. — 576 с.
- (рос.) Авакян А. Б., Салтанкин В. П., Шарапов В. А. Водохранилища. — М. : Мысль, 1987. — 326 с. — (Природа мира)
- (рос.) Алисов Б. П., Берлин И. А., Михель В. М. Курс климатологии [в 3-х тт.] / под. ред. Е. С. Рубинштейн. — Л. : Гидрометеоиздат, 1954. — Т. 3. Климаты земного шара. — 320 с.
- (рос.) Апродов В. А. Вулканы. — М. : Мысль, 1982. — 368 с. — (Природа мира)
- (рос.) Букштынов А. Д., Грошев Б. И., Крылов Г. В. Леса. — М. : Мысль, 1981. — 316 с. — (Природа мира)
- (рос.) Власова Т. В. Физическая география материков. С прилегающими частями океанов. Евразия, Северная Америка. — 4-е, перераб. — М. : Просвещение, 1986. — 417 с.
- (рос.) Гвоздецкий Н. А. Карст. — М. : Мысль, 1981. — 214 с. — (Природа мира)
- (рос.) Гвоздецкий Н. А., Голубчиков Ю. Н. Горы. — М. : Мысль, 1987. — 400 с. — (Природа мира)
- (рос.) Географический энциклопедический словарь: географические названия / под. ред. А. Ф. Трёшникова. — 2-е изд., доп. — М. : Советская энциклопедия, 1989. — 585 с. — ISBN 5-85270-057-6.
- (рос.) Дорст Ж. Центральная и Южная Америка. — М. : Прогресс, 1977. — 318 с. — (Континенты, на которых мы живем)
- (рос.) Исаченко А. Г., Шляпников А. А. Ландшафты. — М. : Мысль, 1989. — 504 с. — (Природа мира) — ISBN 5-244-00177-9.
- (рос.) Каплин П. А., Леонтьев О. К., Лукьянова С. А., Никифоров Л. Г. Берега. — М. : Мысль, 1991. — 480 с. — (Природа мира) — ISBN 5-244-00449-2.
- (рос.) Словарь современных географических названий / под общей редакцией акад. В. М. Котлякова. — Екатеринбург : У-Фактория, 2006.
- (рос.) Литвин В. М., Лымарев В. И. Острова. — М. : Мысль, 2010. — 288 с. — (Природа мира) — ISBN 978-5-244-01129-6.
- (рос.) Лобова Е. В., Хабаров А. В. Почвы. — М. : Мысль, 1983. — 304 с. — (Природа мира)
- (рос.) Максаковский В. П. Географическая картина мира. Книга I: Общая характеристика мира. — М. : Дрофа, 2008. — 495 с. — ISBN 978-5-358-05275-8.
- (рос.) Максаковский В. П. Географическая картина мира. Книга II: Региональная характеристика мира. — М. : Дрофа, 2009. — 480 с. — ISBN 978-5-358-06280-1.
- (рос.) Острова Кайман // Поспелов Е. М. Топонимический словарь. — М. : АСТ, 2005. — 229 с. — ISBN 5-17-016407-6.
- (рос.) География / под ред. проф. А. П. Горкина. — М. : Росмэн-Пресс, 2006. — 624 с. — (Современная иллюстрированная энциклопедия) — ISBN 5-353-02443-5.
- (рос.) Физико-географический атлас мира. — М. : Академия наук СССР и ГУГК СССР, 1964. — 298 с.
- (рос.) Энциклопедия стран мира / глав. ред. Н. А. Симония. — М. : НПО «Экономика» РАН, отделение общественных наук, 2004. — 1319 с. — ISBN 5-282-02318-0.